# IV Brygada Kawalerii
IV Brygada Kawalerii (IV BK) – wielka jednostka kawalerii Wojska Polskiego II RP.

## Formowanie i zmiany organizacyjne
W maju 1921 "wojenna" VII Brygada Jazdy przemianowana została na IV Brygadę Jazdy. W jej skład weszły trzy pułki jazdy samodzielnej: 3 pułk szwoleżerów mazowieckich, 1 pułk ułanów krechowieckich i 2 pułk ułanów grochowskich oraz IV dywizjon artylerii konnej. W grudniu tego roku dowództwo brygady w przeniesione zostało z garnizonu Grodno do garnizonu Suwałki.
Wiosną 1924 IV BJ przemianowana została na IV Brygadę Kawalerii i podporządkowana dowódcy 1 Dywizja Kawalerii. Równocześnie z jej składu wyłączone zostały: 1 pułk ułanów krechowieckich (podporządkowany dowódcy XI BK) i IV dywizjon artylerii konnej (podporządkowany dowódcy artylerii konnej 1 DK). W lutym 1929 IV BK przemianowana została na BK „Suwałki” i usamodzielniona. W skład brygady ponownie włączony został 4 dywizjon artylerii konnej. Później dołączył 1 pułk ułanów krechowieckich z BK „Białystok”. 1 kwietnia 1937 BK „Suwałki” przemianowana została na Suwalską BK.

## Dowódcy brygady
- płk p.d. SG Włodzimierz Wołkowicki (1 VI 1924 – 30 IX 1927)[1]
- płk kaw. Wincenty Jasiewicz (wz. 1927 – II 1929)[1]

## Ordre de Bataille w latach 1924-1929
- dowództwo – Suwałki
- 3 pułk szwoleżerów mazowieckich
- 2 pułk ułanów grochowskich

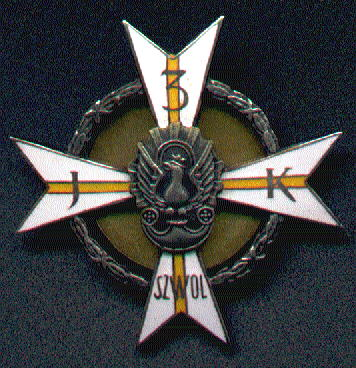
3 pułk szwoleżerów
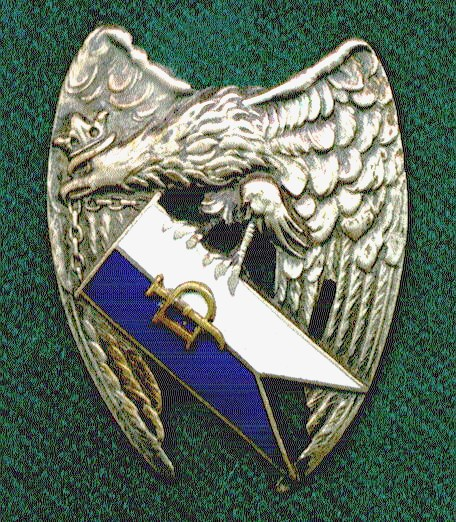
2 pułk ułanów